# Mîkolaiiv, Lviv
Mîkolaiiv (în ucraineană Миколаїв, în poloneză Mikołajów) este orașul raional de reședință al raionului Mîkolaiiv din regiunea Liov, Ucraina. În afara localității principale, mai cuprinde și satele Lîpivka și Zaklad.

## Demografie
Componența lingvistică a orașului Mîkolaiiv
     Ucraineană (98,44%)
     Rusă (1,38%)
     Alte limbi (0,02%)
Conform recensământului din 2001, majoritatea populației orașului Mîkolaiiv era vorbitoare de ucraineană (98,44%), existând în minoritate și vorbitori de rusă (1,38%).

## Istorie
Uniunea statală polono-lituaniană 1570–1772

 Imperiul Habsburgic 1772–1804

 Imperiul Austriac 1804–1867

 Austro-Ungaria 1867–1918

 Republica Populară a Ucrainei Occidentale 1918–1919

 Republica Polonă 1919–1939

 Uniunea Sovietică (ocupația) 1939–1941

 Imperiul German (ocupația) 1941–1944

 Uniunea Sovietică (ocupația) 1944–1945

 Uniunea Sovietică 1945–1991

 Ucraina 1991–prezent 